# マリー＝ピエール・ケーニグ
マリー＝ピエール・フランソワ・ケーニグ（フランス語: Marie-Pierre François Kœnig、1898年10月10日 - 1970年9月2日）は、フランスの軍人。最終階級は軍将軍（陸軍大将）。第二次世界大戦では、自由フランス軍を指揮してビル・ハケイムなどで戦った。戦後は政治家として活動し、国防大臣を2度務めた。1984年にフランス元帥称号を追贈されている。

## 経歴

### 前半生
マリー＝ピエール・ケーニグは1898年10月10日に、フランスのカルヴァドス県カーンで生まれた。父アンリ・ジョゼフ・ケーニグと母エルネスティーヌ・ ミュタンは共にアルザス地域圏の出身である。
エコール・サン・ジョゼフを卒業した後、カーンの中等教育機関であるリセ・マレーブに進学した。その後は、カトリック系のフランスパトロナージュ体操スポーツ連盟に加盟している小教区で、カーンに本拠地を置くアヴァン＝ギャルド・キャネーズに所属し、スポーツに打ち込んでいた。
第一次世界大戦が勃発すると、ケーニグは兵役に就くことを希望していた。しかし、このとき彼はまだ16歳であったため、先にバカロレアを取得し、3年後の1917年、フランス陸軍に入隊して大戦へ参戦した。第36歩兵連隊に配属された彼は、イスーダンの士官学校修了後の1918年2月、見習士官に昇進して前線の部隊と合流した。第四次イーペル会戦やオワーズ攻勢などに参戦した功績から軍事記章を受章し、同年9月3日には少尉へ昇進した。
戦後、第15アルペン猟兵大隊に配属された彼は、1919年から1922年までシレジアに駐留した。このとき、アドリアン・アンリ大尉の副官を拝命している。その後1929年まではドイツ占領軍の情報将校として、第40、第43歩兵師団の司令部で勤務した。
パリの第15歩兵連隊に短期滞在した後、第4外人連隊の中隊長としてモロッコに渡り、モロッコの制圧に加担した。モロッコ平定後は、ジョルジュ・カトルー将軍の参謀として引き続きモロッコに駐留した。

### 第二次世界大戦

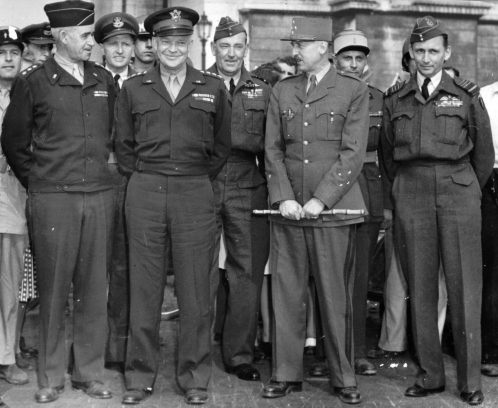
左からオマール・ブラッドレー、ドワイト・D・アイゼンハワー、マリー＝ピエール・ケーニグ、アーサー・テッダー（1944年、パリ）

第二次世界大戦が勃発すると、最初の数ヶ月間を第2モロッコ狙撃兵連隊で過ごし、1940年2月に北アフリカを離れた。シルヴェストル＝ジェラール・オデ師団将軍麾下のフランス・スカンディナヴィア遠征軍団の参謀として、ノルウェーやナムソスなどを転戦した彼は、同年6月16日にブルターニュへ帰還した。なお、このときの功績により、1942年にノルウェーの剣付戦争十字章を受章している。フランス帰国後、ケーニグは第13外人准旅団のラウル・マグラン＝ヴェルナリー中佐の副官に就任した。しかし、フランスの敗北を悟った彼は、6月19日、准旅団の将校とともにサン＝ジャキュ＝ド＝ラ＝メールからイギリスに脱出した。
6月21日にイギリスに到着したケーニグはロンドンへ移動し、シャルル・ド・ゴール将軍率いる自由フランスに加わった。7月1日に大隊長へ昇進し、ダカールへの上陸作戦であるメネス作戦に参加した。ダカール沖海戦での敗戦後、ガボンの戦いでは奮戦し、ガボンおよび赤道アフリカからヴィシー・フランスを追い出すことに成功した。12月にはカメルーンの駐留フランス軍司令官に就任し、中佐に昇進したが、病気を患ったためしばらくカイロの病院に入院している。1941年1月に大佐へ昇進した彼は、スーダンおよびパレスチナに展開するポール・ルージャンティオム師団将軍麾下の第1自由フランス師団の参謀となり、シリア・レバノン戦役に参戦した。7月、旅団将軍に昇進した彼は、第1自由フランス師団を率いてハルファヤ、メキリ、ビル・ハケイムなどで激闘を繰り広げた。とりわけ、1942年5月から6月にかけてのビル・ハケイムの戦いは、ケーニグの名声を高めるきっかけとなった戦いである。エルヴィン・ロンメル上級大将率いるドイツ、イタリア両軍の5個師団（約37,000名）に対して、圧倒的に劣るケーニグの師団（約3,700名）だったが、アレクサンドリアで再編成を図るイギリス第8軍の時間を稼ぐため、枢軸国の攻撃を16日間耐え抜いた。この活躍を受け、ド・ゴールはケーニグに対して以下のように語っている。「君の部隊に伝えてくれ。フランス中が君たちに注目している。君たちはフランスの誇りだ。」
1942年10月にはエル・アラメインの戦いに、1943年4月にはエドガー・ド・ラルミナ師団将軍のもとチュニジア戦線に参戦した。その後、師団将軍へ昇進して第1自由フランス師団の師団長に就任した。1944年3月、フランス国民解放委員会およびフランス共和国臨時政府の代表として、ドワイト・D・アイゼンハワー大将が指揮する連合国遠征軍最高司令部に加わった。ド・ゴールの軍事顧問を務める傍ら、ノルマンディー上陸作戦では自由フランス軍の指揮を執り、6月にはフランス国内のレジスタンス勢力をド・ゴールの指揮下に置くために、フランス国内軍（FFI）を組織した。FFIはアメリカ第7軍やフランス第1軍によるプロヴァンスへの上陸作戦を支援した。6月28日に軍団将軍へ昇進し、パリ解放後の8月25日には、ド・ゴールによりパリ軍事総督に任命されている。1945年、ヴィシー・フランスのフィリップ・ペタンを逮捕するため亡命先のドイツへ派遣されたが、ペタンはスイスを経由してフランスに帰国し、降伏した。

### 戦後
1945年から1949年までドイツ駐留フランス軍の司令官を務め、1946年5月20日に軍将軍へ昇進した。1949年8月に駐留軍司令官を退官して北アフリカのフランス軍総監に、1950年には陸軍高等会議副議長に就任した。
1951年に退役すると、バ＝ラン県より右派政党フランス人民連合から出馬し、国民議会議員に選出された。2期7年の任期中、ピエール・マンデス＝フランス（1954年）およびエドガール・フォール（1955年）のもとで国防大臣を務めた。
彼は、フランス＝イスラエル委員会の会長を務めるなど、親イスラエルとして知られていた。とりわけ、国防大臣在任中には、新興国家であるイスラエルのシモン・ペレスに対して「フランスは、イスラエルが購入を希望する小火器から戦車（最新の軽戦車AMX-13など）まで、あらゆる兵器を販売する用意がある」旨伝えるなど、この国を強く支持していた。ケーニグがイスラエルに入れ込むようになったのは、ビル＝ハケイムにおいて、パレスチナ系ユダヤ人の地雷処理員の勇姿を目撃したからだとされる。その後、彼はイギリスの規定に反し、彼らユダヤ人にダビデの星が描かれた旗の掲揚を許可している。
1970年9月2日にオー＝ド＝セーヌ県ヌイイ＝シュル＝セーヌで死去。遺体はモンマルトル墓地に埋葬された。

## 顕彰
- カーンのバイユー通りとオティー通りの交差点には、ケーニグの生誕地であることを示す記念碑が設置されている。
- 1972年、リヨンに架かるソーヌ川の橋（フランス語版）に、ケーニグの名が冠された[5]。
- ヌイイ＝シュル＝セーヌには、ケーニグの名を冠した「ジェネラル・ケーニグ大通り」がある。
- 1976年頃、カーンのプレリー（フランス語版）を通る旧カーン大通りが、ジェネラル・ケーニグ通りに改称された[6]。この通りは、ケーニグが通っていたリセ・マレーブのそばを通っている。
- 1978年、パリのポルト＝ド＝テルヌ広場が、ジェネラル＝ケーニグ広場（フランス語版）に改称された。近くには、遊歩道のジェネラル・ケーニグ通り（フランス語版）も通っている。
- 1970年、1971年の隊内選抜科（フランス語版）卒業生は、ケーニグを主賓として招いた[7]。
- イェルサレムには、ケーニグの名を冠したジェネラル・ピエール・ケーニグ通りがある[8]。
- ネタニヤには、ケーニグの名を冠した通りがある[9]。
- メゾン＝アルフォールやシャンピニー＝シュル＝マルヌには、ジェネラル・ケーニグ通りがある。
- ストラスブールには、ケーニグに因んだ「ジェネラル・ケーニグ埠頭」がある。
- ヌヴェールを通る国道7号線（フランス語版）は、「マレシャル＝ケーニグ大通り」と名付けられた。
- カーンのホテル・マレルブのファサードには、ケーニグの功績を記した浅浮き彫りがある。
- ベルヴィル＝シュル＝ムーズ（フランス語版）には、ジェネラル・ピエール・ケーニグ通りがある。
- ペルピニャンには、ペルピニャン大学とムーラン・ナ・ヴァン地区（フランス語版）を結ぶマレシャル・ケーニグ大通りがある。
- 1999年に廃止されたフランス空軍のアプト＝サン＝クリストル第200空軍基地（フランス語版）は、現在マレシャル・ケーニグ地区と改称され、フランス外人部隊・第2外人工兵連隊が駐屯している。
- ケーニグが名誉市民だったカルヴァドスのサントーバン＝シュル＝メール（フランス語版）には、ケーニグの名を冠した通りがある。
- レ・リラには、マレシャル・ケーニグ通りがある。
- ケーニグがイギリスへの脱出を図ったサン＝ジャキュ＝ド＝ラ＝メール（英語版）には、ケーニグの功績を記した記念碑がある。

- バイユー通りとオティー通りの交差点にあるケーニグの記念碑
- ソーヌ川に架かるケーニグ橋
- カーンのプレリーを通るジェネラル・ケーニグ通り
- パリのジェネラル＝ケーニグ広場
- ジェネラル＝ケーニグ広場を示す看板
- イェルサレムのジェネラル・ピエール・ケーニグ通り
- メゾン＝アルフォールのジェネラル・ケーニグ通りを示す看板
- シャンピニー＝シュル＝マルヌのジェネラル・ケーニグ通りを示す看板
- ホテル・マレルブのレリーフ
- アプト＝サン＝クリストル第200空軍基地から転換したマレシャル・ケーニグ地区
- レ・リラを通るマレシャル・ケーニグ通り
- サン＝ジャキュ＝ド＝ラ＝メールの記念碑

## 昇進履歴
| フランス軍 |
| ---------- |

| 見習士官 Aspirant | 少尉 Sous-lieutenant | 中尉 Lieutenant | 大尉 Capitaine | 大隊長（少佐） Chef de bataillon | 中佐 Lieutenant-colonel |
| ----------------- | -------------------- | --------------- | -------------- | -------------------------------- | ----------------------- |
|                   |                      |                 |                |                                  |                         |
| 1918年2月         | 1918年9月3日         | 1920年          | 不明           | 1940年7月1日                     | 1940年12月              |

| 大佐 Colonel | 旅団将軍（准将） Général de brigade | 師団将軍（少将） Général de division | 軍団将軍（中将） Général de corps d'armée | 軍将軍（大将） Général d'armée | フランス元帥 Maréchal de France |
| ------------ | ----------------------------------- | ------------------------------------ | ----------------------------------------- | ------------------------------ | ------------------------------- |
|              |                                     |                                      |                                           |                                |                                 |
| 1941年1月    | 1941年7月                           | 1943年                               | 1944年6月28日                             | 1946年5月20日                  | 1984年6月6日 追贈               |

## 叙勲

### 国家勲章
| 略綬 | 章                           |
| ---- | ---------------------------- |
|      | 名誉軍団国家勲章グランクロワ |
|      | 解放国家勲章コンパニョン     |

### 省庁勲章
| 略綬 | 章                       |
| ---- | ------------------------ |
|      | 農事功労章コマンドゥール |

### その他の記章類
| 略綬 | 章                                                                           |
| ---- | ---------------------------------------------------------------------------- |
|      | 軍事記章                                                                     |
|      | 1914年-1918年従軍十字章（2回）                                               |
|      | 1939年-1945年従軍十字章（4回）                                               |
|      | 海外作戦戦域従軍十字章（3回）                                                |
|      | 薔薇付きレジスタンス記章                                                     |
|      | モロッコ、サハラ、リビア、ビル・ハケイム、チュニジア1943年飾板付き植民地記章 |
|      | 戦闘員十字章                                                                 |
|      | 航空記章                                                                     |
|      | 亡命者記章                                                                   |
|      | 1914年-1918年連合国勝利記章                                                  |
|      | 1914年-1918年従軍記念記章                                                    |
|      | 1939年-1945年従軍記念記章                                                    |
|      | 自由フランスにおける志願兵役記念記章                                         |
|      | フランス感謝記章                                                             |

### 外国の勲章類
| 略綬 | 章                                           | 国               |
| ---- | -------------------------------------------- | ---------------- |
|      | バス勲章コンパニオン                         | イギリス         |
|      | 殊功勲章                                     | イギリス         |
|      | レジオン・オブ・メリット勲章コマンダー       | アメリカ合衆国   |
|      | 議会名誉黄金勲章                             | アメリカ合衆国   |
|      | 1等スヴォーロフ勲章                          | ソビエト連邦     |
|      | ヤシの葉付王冠勲章グランド・クロス           | ベルギー         |
|      | レオポルド勲章グランド・オフィサー           | ベルギー         |
|      | ヤシの葉付戦争十字章                         | ベルギー         |
|      | オラニエ＝ナッサウ勲章グランド・クロス       | オランダ         |
|      | ルクセンブルク戦争十字章                     | ルクセンブルク   |
|      | 柏葉冠勲章グランド・クロス                   | ルクセンブルク   |
|      | ダンネブロ勲章グランド・クロス               | デンマーク       |
|      | 聖オーラヴ勲章グランド・クロス               | ノルウェー       |
|      | 剣付戦争十字章                               | ノルウェー       |
|      | ヴィルッチ・ミリタリ勲章コマンダーズ・クロス | ポーランド       |
|      | 薔薇付レジスタンス記章                       | ポーランド       |
|      | 1939年-1945年チェコスロバキア戦争十字章      | チェコスロバキア |
|      | 白獅子勲章                                   | チェコスロバキア |
|      | ゲオルギオス1世勲章グランド・クロス          | ギリシャ         |
|      | 聖シャルル勲章グランド・クロス               | モナコ           |
|      | マルタ騎士団グランド・クロス                 | マルタ           |
|      | シャリーフ戦功勲章                           | モロッコ         |
|      | アラウィー朝勲章グランド・コルドン           | モロッコ         |
|      | 栄光勲章グランド・コルドン                   | チュニジア       |
|      | アンジュアンの星勲章グランド・オフィサー     | コモロ           |
|      | 白象勲章グランド・クロス                     | タイ             |